# اوروو
شهر اوروو (به فرانسوی: Orvault) در شهرستان لوآر-آتلانتیک در ناحیه پیی دو للوآر با جمعیت ۲۴٬۲۱۸ نفر در کشور فرانسه واقع شده‌است